# Manfred Klee
Manfred Robert Klee (* 23. Juni 1930 in Giesensdorf, Kreis Beeskow-Storkow; † 2. Mai 2018) war ein deutscher Neurophysiologe und experimenteller Epileptologe.

## Leben
Klee studierte von 1951 bis 1960 Humanmedizin in Berlin und Hamburg (Promotion 1960 in Berlin). Von 1960 bis 1962 war er Assistent in der physiologischen Abteilung des Max-Planck-Instituts (MPI) für Hirnforschung in Göttingen, von 1962 bis 1968 Assistent in der anatomischen Abteilung des MPI für Hirnforschung in Frankfurt am Main. Von 1968 bis 1970 war er Associate Professor am Department of Physiology der State University of New York (SUNY) in Buffalo, New York.
1970 kehrte Klee an die neurobiologische Abteilung des MPI für Hirnforschung in Frankfurt am Main zurück. 1972 habilitierte er sich, ab 1978 war er Honorarprofessor für Neurophysiologie an der Universität Frankfurt am Main. Gemeinsam mit Wolfgang Precht und Alexander Wagner war er lange Jahre in der Neurophysiologie am MPI für Hirnforschung in Frankfurt am Main tätig.
U.a. war Klee von 1976 bis 1977 Präsident der Deutschen EEG-Gesellschaft.

## Werk
Klee war (Ko-)Autor zahlreicher Artikel in Fachzeitschriften und Büchern sowie (Mit-)Herausgeber von drei Büchern:
- Manfred Robert Klee, Hans Dieter Lux, Erwin-Joseph Speckmann (Hrsg.): Physiology and Pharmacology of Epileptogenic Phenomena. Raven Press, New York 1982, ISBN 0-89004-686-7 (englisch, auf dem Umschlag ist eine zweite ISBN 0-89004-599-2, die manche Bibliotheken nutzen;). OCLC 468243392
- Uwe Heinemann, Manfred Robert Klee, Erwin Neher, Wolf Singer (Hrsg.): Calcium Electrogenesis and Neuronal Functioning (= Experimental Brain Research Series. Band 14). Springer, Berlin/Heidelberg/New York/et al 1986, ISBN 3-540-15840-5 (englisch).
- Manfred Robert Klee, Hans Dieter Lux, Erwin-Joseph Speckmann (Hrsg.): Physiology, Pharmacology and Development of Epileptogenic Phenomena (= Experimental Brain Research Series. Band 20). Springer, Berlin/Heidelberg/New York/et al 1991, ISBN 3-540-53664-7 (englisch).

## Auszeichnungen
- 1965: Hans-Berger-Preis der Deutschen EEG-Gesellschaft (seit 1996: Deutsche Gesellschaft für Klinische Neurophysiologie und funktionelle Bildgebung; DGKN)
- 1986: Korrespondierendes Mitglied der Deutschen Sektion der ILAE (seit 2004: Deutsche Gesellschaft für Epileptologie)